# Leechia bilinealis
Leechia bilinealis är en fjärilsart som beskrevs av South 1901. Leechia bilinealis ingår i släktet Leechia och familjen Crambidae. Inga underarter finns listade i Catalogue of Life.